# Gesellschaft für Politikdidaktik und politische Jugend- und Erwachsenenbildung
Die Gesellschaft für Politikdidaktik und politische Jugend- und Erwachsenenbildung (GPJE) ist eine wissenschaftliche Fachgesellschaft, die der Förderung der wissenschaftlichen Auseinandersetzung mit Fragen der schulischen und außerschulischen politisch-gesellschaftlichen Bildung in Forschung und Lehre dient.
Sie leistet dies insbesondere durch:
1. Förderung des wissenschaftlichen Diskurses, der Forschung und der wissenschaftlichen Kooperation,
2. Veranstaltung von Fachtagungen und Kongressen,
3. wissenschaftliche Publizistik,
4. Intensivierung der europäischen und der internationalen wissenschaftlichen Zusammenarbeit,
5. Förderung der Lehre an Hochschulen und die Förderung des wissenschaftlichen Nachwuchses,
6. das wissenschaftlich-politische Engagement für den Ausbau der Disziplin an den Hochschulen.

Mitglied der Gesellschaft kann werden, wer auf dem Gebiet der Politikdidaktik und/oder der politischen Jugend- und Erwachsenenbildung wissenschaftlich tätig und wissenschaftlich hervorragend ausgewiesen ist. Sie wird von einem Sprecherkreis geleitet.
Die Gründung erfolgte im Oktober 1999. Die Deutsche Vereinigung für Politische Bildung, die auch Lehrer aufnimmt, besteht daneben fort.
Der von der GPJE im Jahr 2004 vorgelegte Entwurf für Bildungsstandards in der Politischen Bildung war ein Pionierentwurf für das Fach.

## Veröffentlichungen
Die GPJE gibt seit 2002 jährliche Tagungsbände im Wochenschau Verlag heraus. Nummer 1 war
- Politische Bildung als Wissenschaft. Bilanz und Perspektiven. Mit Beiträgen von Wolfgang Sander, Georg Weißeno, Peter Massing, Klaus-Peter-Hufer, Klaus Ahlheim, Albert Scherr, Benno Hafenegger, Carla Schelle, Peter Henkenborg und Joachim Detjen. Schwalbach/Ts. 2002, ISBN 3-87920-350-4.

## Einzelbelege
1. ↑  Sprecherkreis | GPJE. Abgerufen am 14. Februar 2021 (deutsch).
2. ↑  Jahrestagungen | GPJE. Abgerufen am 14. Februar 2021 (deutsch).
3. ↑  GPJE: Anforderungen an Nationale Bildungsstandards für den Fachunterricht in der Politischen Bildung an Schulen. Ein Entwurf. Wochenschau, 2004 (gpje.de [PDF]).